# N.W.A. and the Posse
N.W.A. and the Posse é uma compilação de várias faixas produzidas por Dr. Dre (com ajuda de DJ Yella e Arabian Prince), porém foi lançada como álbum de estúdio em 6 de novembro de 1987 pela gravadora independente Macola. Sua melhor colocação em uma parada musical foi o 39º lugar no Top R&B/Hip Hop Albums.
A capa do álbum é a mesma do single "Panic Zone" e mostra artistas que não estão no disco e também é a única em que o nome do grupo aparece com um ponto final. O rapper Sir Jinx, que pode ser visto no topo da foto, diz ter feito toda a pichação vista na foto à pedido de Eazy-E. Em 1989, relançaram o disco, trocando a música Scream de Rappinstine por A Bitch iz a Bitch, do N.W.A mesmo. Em 1994, a RIAA deu ao álbum o certificado de disco de ouro (mais de quinhentas mil cópias vendidas).

## Faixas
1. Eazy-E: "Boyz-n-the-Hood" (Eazy-E, Ice Cube) – 5:37
  - Previously released on the "Boyz-n-the-Hood" single, 1986
2. N.W.A: "8 Ball" (Eazy-E and sampled Beastie Boys) – 4:26
  - Previously released on the "Panic Zone" single, 1987
3. The Fila Fresh Crew: "Dunk the Funk" (Dr. Rock, Doc T, Fresh K) – 5:01
  - Previously released on Tuffest Man Alive, 1987
4. Rappinstine: "Scream" (M. "Microphone Mike" Troy, Rappinstine) – 3:18
  - Previously released on the "Scream" single, 1987
5. The Fila Fresh Crew: "Drink It Up" (Dr. Rock, Doc T, Fresh K) – 4:45
  - Previously released on Tuffest Man Alive, 1987
6. N.W.A: "Panic Zone" – (Krazy Dee, Dr. Dre, Arabian Prince) 3:33
  - Previously released on the "Panic Zone" single/ LP, 1987
7. Eazy-E and Ron-De-Vu: "L.A. Is the Place" (Ice Cube, Eazy-E) – 4:31
  - Previously released on the "Boyz-n-the-Hood" single
8. N.W.A: "Dopeman" (Ice Cube) – 6:16
  - Previously released on the "Panic Zone" single, 1987
9. The Fila Fresh Crew: "Tuffest Man Alive" (Dr. Rock, Doc T, Fresh K) – 2:16
  - Previously released on Tuffest Man Alive, 1987
10. Eazy-E and Ron-De-Vu: "Fat Girl" (Ice Cube, Eazy-E) – 2:45
  - Previously released on the "Boyz-n-the-Hood" single, 1987
11. The Fila Fresh Crew: "3 the Hard Way" (Dr. Rock, Doc T, Fresh K) – 4:10
  - Previously released on Tuffest Man Alive, 1987

Nota: O re-lançamento do álbum em 1989 substituiu o "Scream" de Rappinstine por "A Bitch Iz a Bitch". A referida faixa do N.W.A. já foi lançada como um b-side em seu single "Express Yourself" e em algumas remasterizações de seu álbum Straight Outta Compton.

## Formação

### N.W.A
- Eazy-E
- Dr.Dre
- Ice Cube
- Arabian Prince
- CandyMan
- DJ Yella
- Krazy Dee

### Fila Fresh Crew
- Dr. Rock
- Doc T (também conhecido como The D.O.C.)
- Fresh K